# نقره ۵۳۲۵
سیارک ۵۳۲۵ (به انگلیسی: 5325 Silver، نامگذاری:1988JQ) پنج هزار و سیصد و بیست و پنجمین سیارک کشف شده‌است که در ۱۲ مه ۱۹۸۸ کشف شد.
قدر مطلق سیارک برابر ۱۲٫۵۰ است.